# Gisaku
Gisaku è un film del 2005 diretto da Baltasar Pedrosa Clavero. Pur essendo spagnolo, la pellicola è in stile anime giapponese, che la rende la prima del suo genere tenutasi in Europa.
Il film è nato per la SEEI, con l'obiettivo di portare la cultura e la realtà spagnola per la società giapponese durante la Expo 2005 ad Aichi. "È un modo per vendere l'immagine della Spagna, con una formula diversa", ha detto Maria Jesus Escribano, membro del SEEI, un'organizzazione che ha co-prodotto il film.
È stato ufficialmente presentato in giapponese in Spagna per l'Expo 2005, ha debuttato a Tokyo il 21 settembre 2005, ed è stato distribuito in Spagna il 17 marzo 2006.

## Trama
Spagna, XVII secolo. Un samurai di nome Yohei sbarca in Spagna per una missione diplomatica, affidatagli dal fondatore di Sendai, Date Masamune, e dal subdelegado Hasekura Tsunenaga, il quale sbarcò per primo ad Acapulco, attraversando l'oceano Pacifico, Madrid, Spagna e Roma, dove incontrò il Papa, diventando, inoltre, il primo giapponese che ha attraversato l'oceano Atlantico.
Durante il viaggio, Yohei vivrà una serie di avventure, con l'aiuto di Ricky, Gisaku, Linceto e Moira, come ad esempio una lotta con il demone Gorkan e il suo probabile incontro con Miguel de Cervantes ed è, inoltre, in paziente attesa per una missione che un tempo gli era stato affidata, ossia quella di proteggere la chiave di Izanagi dal male. La chiave è composta da pezzi potenti che chiudono una porta dimensionale.

## Colonna sonora
La colonna sonora fu composta da Óscar Araujo e il tema musicale, Bring it off è stato composto dagli Abel Jazz e interpretato dal gruppo metal rock DiosA.

## Riconoscimenti
- Premio Goya 2006 - Miglior film d'animazione